# NGC 6347
NGC 6347 é uma galáxia espiral barrada (SBb) localizada na direcção da constelação de Hercules. Possui uma declinação de +16° 39' 38" e uma ascensão recta de 17 horas, 19 minutos e 54,6 segundos.
A galáxia NGC 6347 foi descoberta em 6 de Julho de 1880 por Édouard Jean-Marie Stephan.